# Epiborkhausenites obscurotrimaculatus
Epiborkhausenites obscurotrimaculatus är en fjärilsart som beskrevs av Andrzej Wladyslaw Skalski 1973. Epiborkhausenites obscurotrimaculatus ingår i släktet Epiborkhausenites och familjen plattmalar. Inga underarter finns listade i Catalogue of Life.